# EtherApe
EtherApe és una eina de programari lliure de codi obert per a analitzar/monitorar el trànsit d'una xarxa de dades, desenvolupada per a Unix. EtherApe és implementada sota la llicència GNU GPL.

## Funcionalitat
- El trànsit de la xarxa es visualitza emprant una interfície gràfica d'usuari.
- La versió 0.9.14-1 encara depèn de GConf, GnomeVFS i GTK+ versió 2.

## Característiques
- Visualització del trànsit per la xarxa d'interfície d'usuari gràfica.
- Gestiona xarxes d'Ethernet, VLAN i WLAN.
- Suporta els protocols IPv4 i IPv6.
- Els següents paquets i trames ETH_II, 802.2, 803.3, IP, IPv6, ARP, X25L3, REVARP, ATALK, AARP, IPX, VINES, TRAIN, LOOP, VLAN, ICMP, IGMP, GGP, IPIP, TCP, EGP, PUP, UDP, IDP, TP, ROUTING, RSVP, GRE, ESP, AH, EON, VINES, EIGRP, OSPF, ENCAP, PIM, IPCOMP, VRRP; i la majoria de serveis TCP i UDP, com TELNET, FTP, HTTP, POP3, NNTP, NETBIOS, IRC, DOMAIN, SNMP, etc.